# HUNTER×HUNTER (1999年のアニメ)
『HUNTER×HUNTER (1999年のアニメ)』（ハンターハンター）では、冨樫義博の漫画『HUNTER×HUNTER』を原作としたテレビアニメ化作品の第1作にあたる、日本アニメーション制作の『ハンター×ハンター』およびその続編となるOVAを扱う。

## 概要
1999年10月16日から2001年3月31日までフジテレビで放送された。広告代理店はアサツーディ・ケイ系のNASが担当。全62話。ローカルセールス枠での放送だったため、系列局の中には、上記日程では本作を放送せず、自社制作番組・フジテレビ系列の遅れネット番組・他系列番組を放送したところがあった。同時ネットは4局のみで、その他のネット局は遅れネット・未放送となった。遅れネットのうち、山陰中央テレビは本放送終了後に放送し、テレビ大分は途中で打ち切りとなっている。なおOVA版はテレビではアニマックスのみ放送。本作品は日本国外でも放送されているが、日本国外ではOVAを含め全92話放送されている。
タイトルロゴは原作とは異なり、「ハンター×ハンター」とカタカナで表記されている（OVA版以降は原作同様）。テレビシリーズでは原作における残虐なシーンは表現を一部修正している。
本アニメでは原作を大きく外れるオリジナルストーリーの挿入はほとんど見られない。唯一完全なオリジナルとなったのは「原作で描けなかった部分をアニメで描いて欲しい」という原作者の要望により追加された第2話と18話 - 20話の3話、追加キャラクターとして11話に登場したアニタのみである。
原作コミックス11巻（No.96）にて、ネオンが占った予言詩の一節「向かうなら東がいい」が、テレビ放送60話では「向かうなら束（たば）がいい」となっているが、これは原作が『週刊少年ジャンプ』2000年41号に掲載された際に編集部が「東」を「束」と誤植したことが発端。後にコミックス11巻では「東」と修正されている。
62話でテレビ放送は終了。最終回では原作の数話前にまでアニメが迫っていたが、クール内で区切りを付けている。最終回では提供ベースに今後の展開を暗示するイラストが使われたが、遅れネット局の一部では、局のシステムの都合でブルーバックで提供スポンサー名を表示していた関係上、見ることができなかった地域もあった。
その後、続編がOVA化され、ヨークシンシティー完結編を描いた第1期『HUNTER×HUNTER』（4巻8話）、グリードアイランド編を描いた第2期『HUNTER×HUNTER GREED ISLAND』（ハンター×ハンター グリード・アイランド、4巻8話）および第3期『HUNTER×HUNTER G・I Final』（ハンター×ハンター ジー・アイ ファイナル、7巻14話）までが発売された。OVAシリーズは実際には放送時期も制作体制も違うが、TVの続編であるため便宜上本項に共にまとめている。
本作は元請けの日本アニメーションがアニメ事業を縮小していた影響もあり、制作協力のスタジオディーンほかグロス請けを多用する形で制作が行われており、テレビ版は事実上日本アニメーションとスタジオディーンの共同制作となっていた他、終盤では少人数でローテーションを回していた。また、古橋一浩監督と多くの仕事を共にしているベテランアニメーターと共に、当時の若手アニメーターを作画監督として複数起用したため、この作品が作画監督デビューというアニメーターも少なくない。
原作の連載ペースにあわせアニメ制作のブランクが長期間になったため、OVAからは期ごとに監督をはじめスタッフの変更が行われ、制作体制も大きく変わっている。また、グリードアイランド編以降はセル画からデジタルアニメ制作に移行した。
トリックタワー攻略時、外壁をロッククライミングで降りようとしたが怪鳥の餌になったキャラクターの声を演じたのは原作者・冨樫義博である。また、33話では音響監督の平光琢也がシークアント役の声優も担当している。32話より赤星昇一郎もゼブロ役で出演していたので、レオリオ役の郷田ほづみとあわせて怪物ランドのメンバーが集合した形となった。この回のみエンディングクレジットのキャスト欄でレオリオの位置が他2名に合わせて通常より後ろに移動し、（怪物ランド）と表記されていた。
2011年に日本テレビ版（2作目）が放送・制作されて以降、当シリーズのVHS・DVDは事実上の廃盤となり、再放送や配信も行われておらず、現在は入手が不可能な状態が続いている（レンタル店などでは貸し出し可能）。その一方、2017年『NHKニッポンアニメ100』の視聴者による投票で本作は84位にランクインした。また、当シリーズのBlu-ray版はリリースされていない。

## スタッフ
|                      | TV                            | OVA                                 | OVA                         | OVA                                               |
| 第1期                | TV                            | 第2期                               | 第3期                       |                                                   |
| -------------------- | ----------------------------- | ----------------------------------- | --------------------------- | ------------------------------------------------- |
| 製作                 | 本橋浩一                      | N/A                                 | N/A                         | N/A                                               |
| 監督                 | 古橋一浩                      | 嵯峨敏                              | ユキヒロマツシタ            | 所俊克（第79 - 82話） 佐藤真人（第83 - 92話）     |
| 監督補               | 加藤敏幸                      | N/A                                 | N/A                         | N/A                                               |
| シリーズ構成         | N/A                           | 岸間信明                            | 岸間信明                    | 岸間信明                                          |
| キャラクターデザイン | 後藤隆幸                      | 後藤隆幸                            | 田頭しのぶ                  | 佐野英敏（第79 - 84話） 青木哲朗（第85 - 92話）   |
| 美術監督             | 坂本信人                      | 森本茂                              | 福田和矢                    | 長谷川弘行                                        |
| 撮影監督             | 森下成一                      | 森下成一                            | 森下成一                    | 藤田智史                                          |
| 撮影監督             | 渡邊英俊                      | N/A                                 | N/A                         | 藤田智史                                          |
| 音響監督             | 平光琢也                      | 平光琢也                            | 平光琢也                    | 平光琢也                                          |
| 色彩設定             | 宮下眞理                      | 宮下眞理                            | 宮下眞理                    | 松下友紀子（第79 - 84話） 田中直人（85話 - 92話） |
| 音楽                 | 佐橋俊彦                      | 佐橋俊彦                            | 佐橋俊彦                    | 佐橋俊彦                                          |
| 効果                 | 松田昭彦                      | 松田昭彦                            | 松田昭彦                    | 松田昭彦                                          |
| 広告代理店           | NAS、ASATSU-DK                | N/A                                 | N/A                         | N/A                                               |
| プロデューサー       | 小竿俊一                      | 小竿俊一                            | 小竿俊一                    | 田中敦                                            |
| プロデューサー       | 松田桂一、松野博文 川上大輔   | N/A                                 | N/A                         | 田中敦                                            |
| 制作協力             | スタジオディーン              | プロダクションアイジー アートランド | N/A                         | スタジオマトリックス A-Line DANGUN PICTURES       |
| 制作                 | フジテレビ 日本アニメーション | HUNTER×HUNTER OVA制作委員会         | HUNTER×HUNTER OVA制作委員会 | HUNTER×HUNTER OVA制作委員会                       |

## キャスト
主要キャストを記載。この他のキャストについてはHUNTER×HUNTERの登場人物およびその子記事群を参照。
- ゴン＝フリークス - 竹内順子[5]
- キルア＝ゾルディック - 三橋加奈子[5]
- レオリオ - 郷田ほづみ[5]
- クラピカ - 甲斐田ゆき[5]
- ヒソカ - 高橋広樹[5]

## 主題歌

### テレビシリーズ
オープニングテーマ
「おはよう。」（第1話 - 第48話）
作詞 - HIRO&山田ひろし / 作曲 - HIRO / 編曲 - Keno&西脇辰弥 / 演奏・歌 - Keno
「太陽は夜も輝く」（第49話 - 第62話）
作詞 - 久永直行 / 作曲 - 吉村潤&外川慎一郎 / 編曲 - WINO&石田小吉 / 演奏・歌 - WINO

エンディングテーマ
「風のうた」（第1話 - 第31話）
作詞 - うえのけいこ / 作曲・編曲 - 佐橋俊彦 / 歌 - 本田美奈子
「Eじゃん -Do You Feel Like I Feel?」（第32話 - 第52話）
作詞・作曲・編曲・歌 - 永井真人
「蛍」（第53話 - 第62話）
作詞 - 永井真人、角龍太郎 / 作曲・編曲・歌 - 永井真人

### OVA
オープニングテーマ
「PALE ALE」（第1期）
作詞・作曲・歌 - 黒沢健一 / 編曲 - 岡井大二、遠山裕、黒沢健一
「Pray」（第2期）
作詞・歌 - Wish* / 作曲・編曲 - Sin
「Believe In Tomorrow」（第3期）
作詞・作曲 - 前川浩透 / 編曲 - Sunflower's Garden、遠山裕、黒沢健一 / 歌・演奏 - Sunflower's Garden

エンディングテーマ
「Carry On」（第1期）
作詞・作曲・歌 - 黒沢健一 / 編曲 - 岡井大二、遠山裕、黒沢健一
「POPCORN」（第2期）
作詞・歌 - 下川みくに / 作曲 - ab:fly / 編曲 - 関淳二郎
「もしもこの世界で君と僕が出会えなかったら」（第3期）
作詞・作曲 - 前川浩透 / 編曲 - Sunflower's Garden、遠山裕、黒沢健一 / 歌・演奏 - Sunflower's Garden
- OVA第3期のオープニングとエンディングは、曲は同じであるが7話から別のバージョンになっている。

## 各話リスト

### テレビシリーズ
サブタイトルは「○○×○○×○○」といった形式となっている。
| 話数 | サブタイトル                 | 脚本     | 絵コンテ              | 演出                | 作画監督            | 放送日          |
| ---- | ---------------------------- | -------- | --------------------- | ------------------- | ------------------- | --------------- |
| 1    | 旅ゆく少年×風の音を残して    | 岸間信明 | 加藤敏幸 佐山聖子     | 加藤敏幸            | 河南正昭            | 1999年 10月16日 |
| 2    | 出会い×とまどい×出航         | 岸間信明 | 安積惣一              | 宮下新平            | 加瀬政広            | 10月23日        |
| 3    | プライド×荒海×決闘           | 岸間信明 | 須永司                | 吉田俊司            | 波風立流            | 10月30日        |
| 4    | 選択×近道×まわり道           | 菅良幸   | 松下ユキヒロ          | 花井信也            | 今泉賢一            | 11月6日         |
| 5    | ウソ×ホント?×キリコ          | 岸間信明 | 須永司                | 鈴木芳成            | 河南正昭            | 11月13日        |
| 6    | ステーキ×マラソン×試験開始   | 十川誠志 | 安積惣一              | 細田雅弘            | 加瀬政広 入好さとる | 11月20日        |
| 7    | トラウマ×限界×甘いワナ       | 十川誠志 | 渡辺浩 古橋一浩       | 吉田俊司            | 柳沢マサヒデ        | 11月27日        |
| 8    | 奇術師×ほほえみ×猛獣注意     | 山口亮太 | 松下ユキヒロ          | 津田義三            | 崎山知明            | 12月4日         |
| 9    | メンチ×マジギレ×二次試験?    | 岸間信明 | 寺東克己              | 鈴木芳成            | 河南正昭            | 12月11日        |
| 10   | 赤点×パニック×天の声         | 菅良幸   | 原博                  | 花井信也            | 今泉賢一            | 12月18日        |
| 11   | 探検×スポ根×密航者           | 山口亮太 | 須永司                | 吉田俊司            | 松島晃 田頭しのぶ   | 2000年 1月8日   |
| 12   | 良い子?×悪い子?×キルア       | 山口亮太 | 古橋一浩 松下ユキヒロ | 細田雅弘            | 初見浩一            | 1月15日         |
| 13   | 賛成×反対×おとし穴           | 十川誠志 | 須永司                | 鈴木芳成            | 河南正昭            | 1月22日         |
| 14   | ローソク×ポリシー×なかま割れ | 菅良幸   | 鈴木孝義              | 鈴木孝義            | 水野知己            | 1月29日         |
| 15   | はかない×いのち×マジタニ     | 十川誠志 | 寺東克己              | 吉田俊司            | 松島晃              | 2月5日          |
| 16   | グー?×チョキ?×ハート         | 岸間信明 | 松下ユキヒロ          | 元永慶太郎          | 加瀬政広            | 2月12日         |
| 17   | 3人?×5人?×最後の選択         | 菅良幸   | 加藤敏幸              | 加藤敏幸            | 田頭しのぶ          | 2月19日         |
| 18   | お宝×思い出×ホテルの小部屋   | 山口亮太 | 原博                  | 花井信也            | 今泉賢一            | 2月26日         |
| 19   | バラバラ×日誌×水びたし       | 十川誠志 | 寺東克己              | 鈴木芳成            | 河南正昭            | 3月4日          |
| 20   | 大波×大砲×大あわて           | 岸間信明 | 松下ユキヒロ 古橋一浩 | 吉田俊司            | 松島晃              | 3月11日         |
| 21   | 第4次×44×死のナンバー        | 菅良幸   | 須永司                | 細田雅弘            | 初見浩一            | 3月18日         |
| 22   | 見つけた×かくれた×追いついた | 山口亮太 | 松下ユキヒロ          | 吉田俊司            | 田頭しのぶ          | 3月25日         |
| 23   | ヒソカ×激突×ゴン             | 十川誠志 | 入好さとる            | 元永慶太郎          | 後藤隆幸            | 4月1日          |
| 24   | ダメージ×再会×からげんき     | 菅良幸   | 須永司                | 鈴木芳成            | 河南正昭            | 4月15日         |
| 25   | ニョロ2×チク2×穴の中         | 岸間信明 | 松下ユキヒロ          | 花井信也            | 今泉賢一            | 4月22日         |
| 26   | 会長×面接×ペーパーテスト     | 山口亮太 | 寺東克己              | 吉田俊司            | 松島晃              | 5月6日          |
| 27   | ヒソカ×クラピカ×蜘蛛の囁き   | 十川誠志 | 細田雅弘              | 細田雅弘            | 崎山知明            | 5月13日         |
| 28   | おしゃべり×ヘリクツ×根くらべ | 菅良幸   | 須永司                | 鈴木芳成            | 田頭しのぶ          | 5月20日         |
| 29   | 合格!×失格?×試験終了         | 岸間信明 | 松下ユキヒロ          | 津田義三            | 後藤隆幸            | 5月27日         |
| 30   | キルア×リタイア×強制送還     | 十川誠志 | 小林孝志              | 松下ユキヒロ        | 河南正昭            | 6月3日          |
| 31   | 解散×パーティ×くされ縁       | 菅良幸   | 香川豊                | 花井信也            | 今泉賢一            | 6月10日         |
| 32   | 観光×名所×キルアんち         | 岸間信明 | 須永司                | 吉田俊司            | 松島晃              | 6月17日         |
| 33   | 特訓×猟犬×バタンキュー       | 山口亮太 | 松下ユキヒロ          | 細田雅弘            | 初見浩一            | 7月1日          |
| 34   | スケボー×見習い×本当の気持ち | 十川誠志 | 寺東克己              | 鈴木芳成            | 田頭しのぶ          | 7月15日         |
| 35   | キルア×おしおき×家族会議     | 菅良幸   | 松下ユキヒロ          | 津田義三            | 崎山知明            | 7月22日         |
| 36   | コイン×再会×おめしかえ       | 岸間信明 | 松下ユキヒロ          | 松下ユキヒロ        | 河南正昭            | 8月12日         |
| 37   | 天空×ファイト×武者修業       | 十川誠志 | 香川豊                | 花井信也            | 今泉賢一            | 8月19日         |
| 38   | 燃×念×ネン?                  | 山口亮太 | 須永司                | 吉田俊司            | 松島晃              | 9月9日          |
| 39   | 裏ワザ×登録×バトル開始       | 菅良幸   | 松下ユキヒロ          | 細田雅弘            | 初見浩一            | 9月16日         |
| 40   | 二ヶ月×お休み×念には念を     | 岸間信明 | 加藤敏幸              | 鈴木芳成            | 田頭しのぶ          | 9月23日         |
| 41   | バンジー×パンチ×一本勝負     | 岸間信明 | 松下ユキヒロ          | 津田義三            | 後藤隆幸            | 9月30日         |
| 42   | ヒソカの愛×決着×ゴンの本気   | 岸間信明 | 加藤敏幸              | 松下ユキヒロ        | 田頭しのぶ          | 10月21日        |
| 43   | 才能×苦悩×ころしの本能       | 菅良幸   | 松下ユキヒロ          | 細田雅弘            | 初見浩一            | 10月28日        |
| 44   | 雑魚×おかたづけ×試験終了!?   | 十川誠志 | 寺東克己              | 吉田俊司            | 松島晃              | 11月4日         |
| 45   | 制約×誓約×戒めの鎖           | 山口亮太 | 松下ユキヒロ          | 津田義三            | 後藤隆幸            | 11月11日        |
| 46   | ただいま×お帰り×ぼくキルア   | 岸間信明 | 加藤敏幸              | 鈴木芳成            | 田頭しのぶ          | 11月18日        |
| 47   | 父×（秘）×告白               | 菅良幸   | 原博                  | 花井信也            | 今泉賢一            | 11月25日        |
| 48   | クラピカ×黒い眼×最初の仕事   | 十川誠志 | 松下ユキヒロ          | 松下ユキヒロ        | 松島晃              | 12月2日         |
| 49   | 心音×クラピカ×ダウジング     | 十川誠志 | 松下ユキヒロ          | 細田雅弘            | 初見浩一            | 12月9日         |
| 50   | キルア×一攫千金×狩人の酒場   | 菅良幸   | 加藤敏幸              | 加藤敏幸            | 田頭しのぶ          | 12月16日        |
| 51   | クモ×ヨークシン×全員集合     | 岸間信明 | 松下ユキヒロ          | 津田義三            | 浅野恭司            | 12月23日        |
| 52   | 地下競売×全滅×マシンガン     | 菅良幸   | 古橋一浩              | 吉田俊司            | 松島晃              | 2001年 1月13日  |
| 53   | 旅団×陰獣×コミュニティー     | 岸間信明 | 松下ユキヒロ          | 花井信也            | 日向正樹            | 1月20日         |
| 54   | ヒソカ×同盟×クモ退治         | 十川誠志 | 松下ユキヒロ          | 松下ユキヒロ        | 田頭しのぶ          | 1月27日         |
| 55   | ウボォー×クラピカ×覚悟の旋律 | 山口亮太 | 嵯峨敏                | 嵯峨敏              | 永島明子            | 2月3日          |
| 56   | 緋の眼×決闘×命の代償         | 菅良幸   | 加藤敏幸 古橋一浩     | 吉田俊司            | 松島晃              | 2月10日         |
| 57   | ゴン×お宝×危うい男           | 岸間信明 | 松下ユキヒロ          | 津田義三            | 加瀬政広            | 2月17日         |
| 58   | ゴン×キルア×命がけの尾行     | 山口亮太 | 松下ユキヒロ          | 松下ユキヒロ        | 田頭しのぶ          | 2月24日         |
| 59   | 蜘蛛の巣×とらわれ×殺し技     | 菅良幸   | 原博                  | 花井信也            | 今泉賢一            | 3月3日          |
| 60   | クラピカ×暗殺団×ゾルディック | 山口亮太 | 加藤敏幸              | 加藤敏幸            | 松島晃              | 3月10日         |
| 61   | クモ集結×ゾル家×最終決戦の時 | 岸間信明 | 嵯峨敏                | 嵯峨敏              | 後藤隆幸            | 3月17日         |
| 62   | クラピカ×仲間×クモの最期     | 岸間信明 | 古橋一浩              | 古橋一浩 田頭しのぶ | 田頭しのぶ          | 3月31日         |

### OVA
| 話数 | サブタイトル               | 脚本     | 絵コンテ   | 演出          | 作画監督 | 発売日         |
| ---- | -------------------------- | -------- | ---------- | ------------- | -------- | -------------- |
| 63   | 蜘蛛×死体×フェイク         | 岸間信明 | 嵯峨敏     | 嵯峨敏        | 浅野恭司 | 2002年 1月17日 |
| 64   | 仲間×変装×地獄耳           | 菅良幸   | ねこまたや | 花井信也      | 今泉賢一 | 2002年 1月17日 |
| 65   | 追跡×逃亡×走り出した蜘蛛   | 岸間信明 | 下田久人   | 下田久人      | 乙幡忠志 | 2月20日        |
| 66   | 人質×虫けら×伝わった思い   | 菅良幸   | 青木哲朗   | 鏑木宏        | 浅野恭司 | 2月20日        |
| 67   | 時報×暗闇×放たれた鎖       | 岸間信明 | 池田重隆   | 花井信也      | 小関雅   | 3月20日        |
| 68   | 挑発×分裂×振り上げた拳     | 菅良幸   | 鏑木宏     | 下田久人      | 乙幡忠志 | 3月20日        |
| 69   | 交渉×復讐×律する鎖         | 岸間信明 | 清積紀文   | 鏑木宏        | 浅野恭司 | 4月17日        |
| 70   | 想い×断念×引き裂かれたクモ | 菅良幸   | 青木哲朗   | 嵯峨敏 宮田亮 | 小関雅   | 4月17日        |

| 話数 | サブタイトル             | 脚本     | 絵コンテ         | 演出             | 作画監督   | 発売日        |
| ---- | ------------------------ | -------- | ---------------- | ---------------- | ---------- | ------------- |
| 71   | 競売×作戦×80パーセント   | 岸間信明 | ユキヒロマツシタ | ユキヒロマツシタ | 田頭しのぶ | 2003年 2月5日 |
| 72   | 電気×オーラ×必殺技       | 岸間信明 | 西田健一         | 西田健一         | 日向正樹   | 2003年 2月5日 |
| 73   | 練×試練×それぞれの一歩   | 岸間信明 | ユキヒロマツシタ | 細田雅弘         | 緒方美枝子 | 3月5日        |
| 74   | スタート×呪文×懸賞の街   | 岸間信明 | 清水一伸         | ユキヒロマツシタ | 田頭真理恵 | 3月5日        |
| 75   | 勧誘×リスト×最初はグー!  | 岸間信明 | 西田健一         | 西田健一         | 日向正樹   | 3月19日       |
| 76   | 奪る×奪られる×カード地獄 | 岸間信明 | 西田健一         | 細田雅弘         | 山崎健志   | 3月19日       |
| 77   | 山賊×怪物×ビスケット     | 岸間信明 | 新留俊哉         | 西田健一         | 田頭真理恵 | 4月16日       |
| 78   | 修行×原石×シザーハンズ   | 岸間信明 | 新留俊哉         | ユキヒロマツシタ | 田頭しのぶ | 4月16日       |

| 話数 | サブタイトル                           | 脚本     | 絵コンテ       | 演出       | 作画監督                                 | 発売日         |
| ---- | -------------------------------------- | -------- | -------------- | ---------- | ---------------------------------------- | -------------- |
| 79   | マサドラ×躍進×爆弾魔（ボマー）         | 岸間信明 | 多田俊介       | 真野玲     | 沼田誠也                                 | 2004年 2月18日 |
| 80   | 除念×新年×ハンター試験                 | 岸間信明 | 大庭秀昭       | 杉原由紀   | 重松しんいち 相坂直紀 野道佳代           | 2004年 2月18日 |
| 81   | 遭遇×クロロ×金粉少女                   | 岸間信明 | 香川豊         | 大西景介   | 柳瀬穣二 杉光登（総作監）                | 3月3日         |
| 82   | 接触×レイザー×共同戦線                 | 岸間信明 | うえだひでひと | 小林哲也   | 粟井重紀 青木哲朗（総作監）              | 3月3日         |
| 83   | 再会×ヒソカ×スポーツ勝負               | 岸間信明 | 水草一馬       | 池田重隆   | 相馬満 堀内博之（総作監）                | 4月7日         |
| 84   | 灯台×8人×ゲームマスター                | 岸間信明 | うえだひでひと | 佐土原武之 | 重松しんいち 野道佳代 青木哲朗（総作監） | 4月7日         |
| 85   | ジャン×ケン×グー!                      | 岸間信明 | 大西景介       | 大西景介   | 服部憲知 杉光登（総作監）                | 4月28日        |
| 86   | 合体×衝撃×バンジーガム                 | 岸間信明 | 水草一馬       | 西村博昭   | 沼田誠也                                 | 4月28日        |
| 87   | 共闘×ピンチ×宣戦布告                   | 岸間信明 | 大庭秀昭       | 篠崎康行   | 重松しんいち 野道佳代 青木哲朗（総作監） | 6月2日         |
| 88   | 張り込み×準備×血戦開始                 | 岸間信明 | 青木哲朗       | 細田雅弘   | 山崎健志                                 | 6月2日         |
| 89   | ビスケ×キルア×新必殺技                 | 岸間信明 | 佐藤昌文       | 山口美浩   | 高梨光                                   | 6月30日        |
| 90   | 気力×凝×一握りの火薬（リトルフラワー） | 岸間信明 | 大庭秀昭       | 西田健一   | 佐久間康子 長沼範裕 青木哲朗（総作監）   | 6月30日        |
| 91   | 冷酷×決意×最終局面（クライマックス）   | 岸間信明 | 水草一馬       | 細田雅弘   | 山崎健志 松井誠                          | 8月18日        |
| 92   | G・I（ゲーム）×全クリ×大団円           | 岸間信明 | 新留俊哉       | 阿部雅司   | ちばみちのり                             | 8月18日        |

## 放送局
放送時間は2000年10月中旬 - 11月下旬時点。
| 放送地域   | 放送局             | 放送期間                              | 放送時間                                                     | 放送系列                      | ネット状況              | 備考                                                  |
| ---------- | ------------------ | ------------------------------------- | ------------------------------------------------------------ | ----------------------------- | ----------------------- | ----------------------------------------------------- |
| 関東広域圏 | フジテレビ         | 1999年10月16日 - 2001年3月31日        | 土曜 18:30 - 19:00                                           | フジテレビ系列                | 製作局                  |                                                       |
| 富山県     | 富山テレビ         | 1999年10月16日 - 2001年3月31日        | 土曜 18:30 - 19:00                                           | フジテレビ系列                | 同時ネット              |                                                       |
| 福岡県     | テレビ西日本       | 1999年10月16日 - 2001年3月31日        | 土曜 18:30 - 19:00                                           | フジテレビ系列                | 同時ネット              |                                                       |
| 長崎県     | テレビ長崎         | 1999年10月16日 - 2001年3月31日        | 土曜 18:30 - 19:00                                           | フジテレビ系列                | 同時ネット              |                                                       |
| 山形県     | さくらんぼテレビ   | 1999年10月16日 - 2000年 2000年 - 不明 | 土曜 18:30 - 19:00 火曜 16:30 - 17:00                        | フジテレビ系列                | 同時ネット ↓ 遅れネット | 作者の出身地                                          |
| 北海道     | 北海道文化放送     | 1999年10月22日 - 2001年4月6日         | 金曜 16:00 - 16:30                                           | フジテレビ系列                | 遅れネット              |                                                       |
| 岩手県     | 岩手めんこいテレビ | 不明                                  | 水曜 16:55 - 17:25                                           | フジテレビ系列                | 遅れネット              |                                                       |
| 宮城県     | 仙台放送           | 不明                                  | 水曜 15:30 - 16:00                                           | フジテレビ系列                | 遅れネット              |                                                       |
| 長野県     | 長野放送           | 不明                                  | 金曜 16:00 - 16:30                                           | フジテレビ系列                | 遅れネット              |                                                       |
| 静岡県     | テレビ静岡         | 不明                                  | 日曜 9:30 - 10:00                                            | フジテレビ系列                | 遅れネット              |                                                       |
| 石川県     | 石川テレビ         | 不明                                  | 木曜 15:30 - 16:00                                           | フジテレビ系列                | 遅れネット              |                                                       |
| 中京広域圏 | 東海テレビ         | 不明                                  | 金曜 16:25 - 16:55 ↓ 金曜 16:00 - 16:30 ↓ 金曜 16:25 - 16:55 | フジテレビ系列                | 遅れネット              | 『特選アニメ劇場』内                                  |
| 近畿広域圏 | 関西テレビ         | 不明                                  | 金曜 17:26 - 17:54                                           | フジテレビ系列                | 遅れネット              |                                                       |
| 広島県     | テレビ新広島       | 不明                                  | 水曜 16:30 - 17:00                                           | フジテレビ系列                | 遅れネット              |                                                       |
| 高知県     | 高知さんさんテレビ | 不明                                  | 水曜 15:35 - 16:05                                           | フジテレビ系列                | 遅れネット              |                                                       |
| 大分県     | テレビ大分         | 不明                                  | 火曜 15:55 - 16:25                                           | 日本テレビ系列 フジテレビ系列 | 遅れネット              | 2001年3月打ち切り 唯一第2作（日テレ版）も放送している |

## ラジオ
「HUNTER×HUNTER R」のタイトルで、2000年4月から2005年3月までラジオ大阪、文化放送ほかで放送された。文化放送は2003年3月で放送終了。後述に記載のない2000年4月から9月までの期間は毎週月曜20:30から放送していた。
- パーソナリティ
  - 竹内順子（ゴン＝フリークス 役）
  - 三橋加奈子（キルア＝ゾルディック 役）